# Allibaudières
Allibaudières es una comuna francesa situada en el departamento de Aube, en la región del Gran Este.

## Demografía
| 235 | 233 | 221 | 241 | 244 | 269 | 213 |
| Para los censos de 1962 a 1999 la población legal corresponde a la población sin duplicidades (Fuente: INSEE [Consultar]) |     |     |     |     |     |     |